# Veröffentlichte Meinung
Der Begriff veröffentlichte Meinung bezeichnet abgrenzend zur öffentlichen Meinung die von den Massenmedien verbreitete Meinung zu bestimmten Themen und Sachverhalten. Hierbei kann sich die veröffentlichte Meinung mitunter stark von der tatsächlich in einer Bevölkerung vorherrschenden Meinung unterscheiden und die Meinungsbildung der Öffentlichkeit gegebenenfalls beeinflussen. Die veröffentlichte Meinung ist vor allem für Politiker von Relevanz, da sich ein Großteil der Wähler in ihrer Urteilsbildung an den Medien orientiert.

## Unterscheidung zwischen veröffentlichter und öffentlicher Meinung
Grundsätzlich sollte in einer Demokratie die öffentliche Meinung veröffentlicht werden. Hierbei resultiert die öffentliche Meinung jedoch nicht immer aus der Summe der individuellen Meinungen innerhalb der Bevölkerung. Die öffentliche Meinung wird, trotz des Fehlens einer allgemeingültigen Definition, als „ein kollektives Produkt von Kommunikationen, das sich zwischen den Sprechern als ‘herrschende‘ Meinung darstellt“ begriffen und ist für die Legitimität von demokratischen Herrschaften von zentraler Bedeutung.
Das Ziel jeder Demokratie ist es, die freie individuelle Meinungsbildung sowie die politische Willensbildung aller ihrer Bürger zu gewährleisten. Die Medien, insbesondere die Massenmedien, spielen hierbei eine zentrale Rolle, da sie Öffentlichkeit herstellen, in der ein Austausch der verschiedenen Meinungen zu gewissen Themen stattfinden kann. Das bedeutet, dass nur jene Meinungen öffentlich wirksam und meinungsbildend werden, die in den Massenmedien behandelt werden.
In der Regel erhalten vor allem Angehörige der Eliten und professionelle Sprecher, darunter Funktionäre, Experten und insbesondere Politiker sowie Journalisten, die Möglichkeit der öffentlichen Meinungsäußerung. Die von ihnen vertretene bzw. in den Medien veröffentlichte Meinung wird daher oft als die öffentliche Meinung zusammengefasst.
Tatsächlich ist die veröffentlichte Meinung jedoch nicht immer mit der öffentlichen Meinung gleichzusetzen, obwohl Letztere weitgehend durch die veröffentlichte Meinung bestimmt wird.
Darüber hinaus ist die von den politischen Akteuren und den Medien selbst veröffentlichte Meinung für die Bürger ein wichtiger Anhaltspunkt, um die jeweils in der Bevölkerung herrschende Meinung einschätzen zu können. Die prägende Kraft der Medien ist hierbei umso stärker, je mehr das Meinungsbild in den unterschiedlichen Medienangeboten übereinstimmt, also konsonant ist.
In der Forschung herrscht jedoch Konsens darüber, dass die Massenmedien die Wirklichkeit für gewöhnlich nicht angemessen abbilden. Es handelt sich vielmehr um eine verzerrte Medienrealität, die mit der objektiven Wirklichkeit nichts bzw. sehr wenig zu tun hat.

„Die Berichte der Medien sind oft ungenau und verzerrt, sie bieten manchmal eine ausgesprochen tendenziöse und ideologisch eingefärbte Weltsicht. Die in den Medien dargebotene Wirklichkeit repräsentiert in erster Linie Stereotype und Vorurteile der Journalisten, ihre professionellen Regeln und politischen Einstellungen, die Zwänge der Nachrichtenproduktion und die Erfordernisse medialer Darstellung. Sie läßt nur bedingt Rückschlüsse zu auf die physikalischen Eigenschaften der Welt, die Strukturen der Gesellschaft, den Ablauf von Ereignissen, die Verteilung der öffentlichen Meinung.“

Bei medialen Berichterstattungen steht also weniger die Abbildung der Wirklichkeit im Zentrum, als vielmehr die Auswahl sowie die Interpretation und Einordnung der Inhalte durch die Journalisten, wodurch diese eine sogenannte Meinungsmacht erhalten. „Speziell mit Meinungsmacht ist die absichtsvolle Einflussnahme von Redaktionen auf Prozesse der öffentlichen und individuellen Meinungsbildung gemeint.“
Die Meinungsmacht entsteht insbesondere dann, wenn eine zielgerichtete Beeinflussung von Einstellungen und Verhalten möglich ist, wobei dies nur unter besonderen Umständen erreicht werden kann.
Eine nähere Auseinandersetzung mit der Meinungsmacht erfolgt in der Medienwirkungsforschung.

## Arten des Einflusses von Medien auf die Meinungsbildung
Medien können den Prozess der Meinungsbildung auf unterschiedliche Arten beeinflussen.
Es lassen sich insgesamt fünf verschiedene Wirkungsarten unterscheiden:
- Kognitive Wirkungen
- Einstellungswirkungen
- Affektive Wirkungen
- Soziale Wirkungen
- Verhaltenswirkungen

Durch die Medien leicht erreichbar sind in erster Linie kognitive Wirkungen, also die Vermittlung von Wissen über die Welt, da wir dieses Hauptsächlich aus den Medien beziehen. So meinte der Soziologe Niklas Luhmann „Was wir über unsere Gesellschaft, ja über die Welt, in der wir leben, wissen, wissen wir durch die Massenmedien.“
Einflussarten:
- Wissensvermittlung

Die Vermittlung von Wissen durch die Medien erscheint zunächst ein objektiver und weitgehend unverdächtiger Vorgang zu sein. Bei genauerer Betrachtung geht es jedoch vielmehr darum, dass das Vorwissen der Rezipientenen, je nachdem wie umfangreich dieses ist, sehr wohl beträchtliche Konsequenzen für den Meinungsbildungsprozess haben kann.
- Agenda Setting

Die Theorie des Agenda Settings geht davon aus, dass die Massenmedien nicht so sehr beeinflussen, was die Rezipienten denken sollen, sondern vielmehr, worüber sie nachzudenken haben. Die Medien können also darüber bestimmen, welche Themen auf die Tagesordnung (Agenda) gesetzt werden. Medienangebote mit einer unterschiedlichen redaktionellen Linie divergieren oftmals dahingehend, dass sie vor allem solche Themen in ihrer Berichterstattung aufgreifen, die von der präferierten Partei als deren Kernkompetenzen angesehen werden.
Darüber hinaus gibt es Fälle, in denen die Massenmedien über gewisse Themen oder Ereignisse nicht nur aufgrund ihrer natürlichen Relevanz berichten, sondern auch deshalb, weil die Kommunikatoren, also Journalisten, Herausgeber oder Verleger, mit der Berichterstattung bestimmte Ziele verfolgen. So kommt es mitunter vor, dass Journalisten, vor allem wenn es um gesellschaftlich besonders relevante und konfliktreiche Angelegenheiten geht, einseitig berichten, unabhängig davon, ob dies bewusst oder unbewusst geschieht. Demnach werden Nachrichten oder Ereignisse lediglich als Mittel zum Zweck bzw. Instrument eingesetzt, um der Öffentlichkeit eine bestimmte Lösung oder politische Entscheidung nahezulegen.
„M. a W., wenn Massenmedien bestimmte Probleme (immer wieder) unter bestimmten Gesichtspunkten zum Thema machen, dann definieren sie zugleich auch die zentralen Aspekte des Problems und präformieren damit politische Entscheidungen.“
Die Selektionsentscheidungen von Journalisten bei der Auswahl von Nachrichten werden diesem Verständnis nach als zielgerichtete Handlungen angesehen. Hans Mathias Kepplinger bezeichnet einen solchen Vorgang als „instrumentelle Aktualisierung“.
- Framing

Bei der medialen Berichterstattung können gewisse Teilaspekte eines Sachverhaltes oder Ereignisses besonders hervorgehoben werden, wohingegen andere eher vernachlässigt werden. Die Medien beeinflussen somit die Perspektive, aus der der Rezipient ein bestimmtes Thema betrachtet, wodurch diesem ein bestimmter Interpretationsrahmen nahegelegt werden kann.
- Vermittlung von Meinungsklima

Die Medien können den Bürgern einen Überblick darüber geben, wie die Meinungen zu verschiedenen politischen Fragen in der Bevölkerung verteilt sind, also „wie die Stimmung im Lande ist“. Elisabeth Noelle-Neumann bezeichnet das Meinungsklima als „Vorstellungen der Menschen, welche Ansichten und Verhaltensweisen gebilligt beziehungsweise abgelehnt werden“.
Die Rezipienten erfahren durch die Medien, ob sie sich mit ihrer Meinung in der Minderheit oder der Mehrheit befinden. Diese Funktion der Medien spielt in der Theorie der Schweigespirale von Noelle-Neumann eine zentrale Rolle.
- Persuasion

Darunter fallen all jene Formen der Medienberichterstattung, die dazu geeignet sind bzw. ganz bewusst darauf abzielen, bei den Rezipienten Einstellungsänderungen auszulösen. Im Mediensektor trifft dies in erster Linie auf die Werbung zu.

## Veröffentlichte Meinung und politisches System
Die massenmedial veröffentlichte Meinung kann in zweifacher Weise Einfluss auf die Entscheidungsträger und die Entscheidungen des politischen Systems nehmen:
- Direkt

Zu einer direkten Einflussnahme kommt es, wenn die veröffentlichte Meinung von den politischen Entscheidungsträgern selbst rezipiert wird. Um möglichst viele Wählerstimmen zu erhalten, müssen sich Politiker bzw. Parteien an den jeweils erwarteten Forderungen sowie Bedürfnissen der Bürger orientieren und ihre Handlungen dementsprechend ausrichten. Hierbei sind den Parteien die Bedürfnisse der Bürger jedoch nicht zur Gänze bekannt, weshalb sie versuchen dieses Defizit zu kompensieren. Dies geschieht in erster Linie durch die veröffentlichte Meinung, die ihnen als „Ersatzindikator“ dient, durch den sie die präferierten Bedürfnisse der Bevölkerung ableiten.
- Indirekt

Auf der anderen Seite erfolgt eine indirekte Beeinflussung der Entscheidungsträger bzw. der Entscheidungen des politischen Systems, da die massenmedial veröffentlichte Meinung auch von der Bevölkerung rezipiert wird und hierdurch die Entscheidungen sowie politischen Präferenzen der Menschen beeinflusst werden. Diese politischen Präferenzen spiegeln sich wiederum in Formen der politischen Partizipation wider, wobei Wahlen in repräsentativen Demokratien die wichtigste Teilnahmeform darstellen. Das heißt, die Massenmedien wirken indirekt auf politische Entscheidungen ein, indem sie durch die veröffentlichte Meinung Einfluss auf die Wahlpräferenzen der Bürger nehmen. Die veröffentlichte Meinung dient der Bevölkerung als Orientierungshilfe, um eigene Präferenzen bzw. Wahlpräferenzen herauszubilden.

## Mediale Berichterstattung über die Flüchtlingskrise
Die Berichterstattung über die Flüchtlingskrise in Europa stellte bzw. stellt für die Medien die größte Herausforderung der letzten Jahre dar. In Österreich wurde besonders an den Mainstream-Medien Kritik geübt. Diese hätten am Beginn der Flüchtlingsbewegungen nicht objektiv über diese berichtet, sondern überwiegend positiv. Mögliche negative Folgen wurden in den Nachrichten nicht berücksichtigt. Die veröffentlichte Meinung und die öffentliche Meinung hätten sich seit längerem nicht mehr so stark widersprochen.
Doch nicht nur in Österreich kritisierte man die Einseitigkeit der Berichte, sondern auch in Deutschland.
2017 veröffentlichte die Otto-Brenner-Stiftung eine Studie der Hamburg Media School und der Universität Leipzig zur medialen Berichterstattung über die Flüchtlingskrise. Im Zuge der Studie wurden mehrere Tausend Artikel aus Die Welt, der Bild, der Frankfurter Allgemeinen Zeitung, der Süddeutschen Zeitung sowie zahlreichen Regionalzeitungen analysiert, die den Zeitraum von Februar 2015 bis März 2016 abdeckten. Das Ergebnis: Wichtige Tageszeitungen aus Deutschland haben bei der kritischen Berichterstattung versagt. Laut Studie haben die sogenannten Mainstream-Medien nicht nur geschlossen hinter Angela Merkels Flüchtlingspolitik gestanden, sondern auch die „Lösungen der politischen Elite“ einfach übernommen, ohne diese kritisch zu hinterfragen. Außerdem sei der Begriff „Willkommenskultur zu einer Art Zauberwort verklärt“ worden. Jemand, der der Regierungslinie Merkels skeptisch gegenüberstand, musste damit rechnen, der Fremdenfeindlichkeit beschuldigt zu werden.
An der Studie wird jedoch auch Kritik geübt. So wurden Gastkommentare in den untersuchten Medien nicht berücksichtigt. Darüber hinaus habe bei den Medien, unmittelbar nach der eigentlichen Flüchtlingskrise eine „Selbstreflexion“ eingesetzt, die jedoch nicht im Untersuchungszeitraum der Studie lag und demnach nicht mehr in diese aufgenommen wurde.